# Hydriomena shasta
Hydriomena shasta là một loài bướm đêm trong họ Geometridae.